# Titel
Titel (in serbo Тител?) è una città e una municipalità serba del Distretto della Bačka Meridionale al centro della provincia autonoma della Voivodina, nella regione geografica conosciuta come Šajkaška, della quale è capoluogo. La città ha dato i natali alla matematica Mileva Marić, prima moglie di Albert Einstein.

## Geografia
La città è posta presso la riva sinistra del Tibisco, vicino alla confluenza con il Danubio, su un löss.

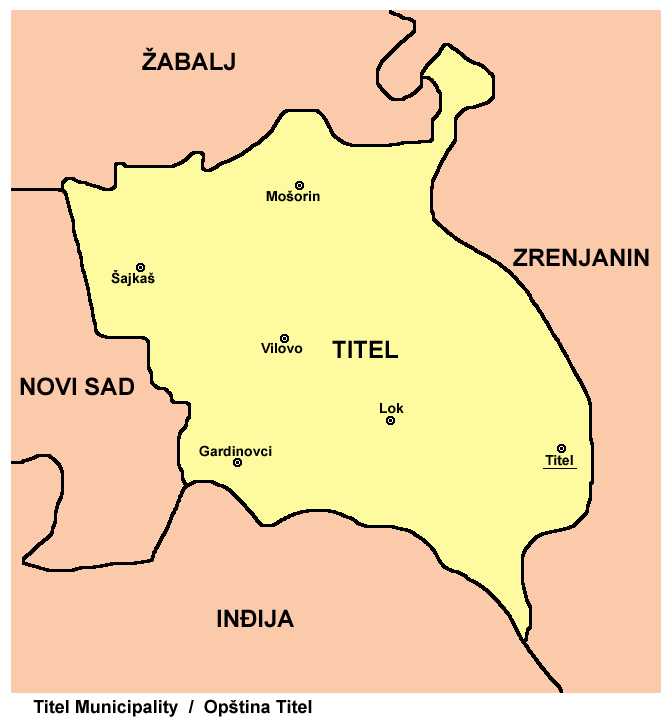

## Storia
La zona di Titel è occupata da molto tempo. Sotto il nome di Titulium, Titel fu un accampamento romano.
Nell'IX secolo, il duca bulgaro Salan regnava sulla regione della Bačka, il cui capoluogo era Titel. La città è citata per la prima volta sotto il suo nome nel 1077. Un monastero cattolico vi fu fondato a quell'epoca.
Nel X secolo, la città fu conquistata dagli Ungheresi, che vi risiedettero fino al 1526. Essa cadde quindi sotto la dominazione dell'Impero ottomano. Secondo il primo censimento, effettuato nel 1546, la città contava 87 famiglie, la cui maggioranza era serba, tre croate, una ungherese e una valacca. La città era allora diretta dal duca Vuk Radić. Vi si trovava una chiesa ortodossa e una cattolica.
Nel XVII secolo, in città si contavano tre moschee e tre madrasse.
Nel 1699, la città entrò a far parte dell'Impero degli Asburgo. Tra il 1750 e il 1763, la città fece parte della provincia austriaca della Frontiera militare. Tra il 1848 e il 1849, Titel fece parte del Voivodato di Serbia, una regione autonoma all'interno dell'Impero.
Nel 1872 passò sotto l'amministrazione della contea di Bačka-Bodrog.
Nel 1918, la città divenne parte del Regno dei Serbi, Croati e Sloveni.